# Matthew Szulik
Matthew Szulik est un cadre dirigeant d'entreprise, président de Red Hat de 1999 jusqu'en janvier 2008. Il est attaché au développement des logiciels libres.